# Johannes von Geissel

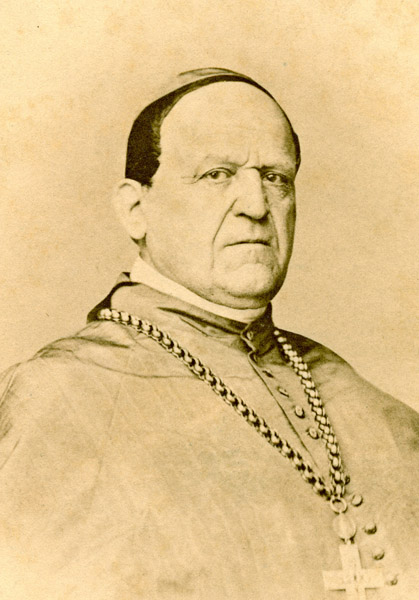
Erzbischof Johannes von Geissel, Fotoporträt

Johannes Baptist Jacob Geissel, ab 1839 von Geissel (* 5. Februar 1796 in Gimmeldingen, heute Neustadt an der Weinstraße; † 8. September 1864 in Köln), war ein deutscher Kardinal. Er amtierte von 1837 bis 1841 als Bischof von Speyer und von 1845 bis zu seinem Tod als Erzbischof von Köln, wo er schon von 1841 bis 1845 als Koadjutor seinen Vorgänger vertreten hatte.

## Familie

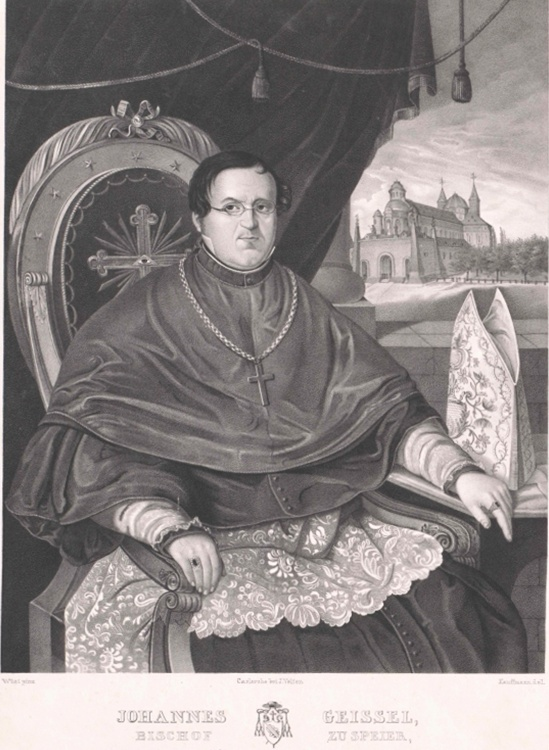
Geissel als Bischof von Speyer, hinten der Speyerer Dom, 1837.

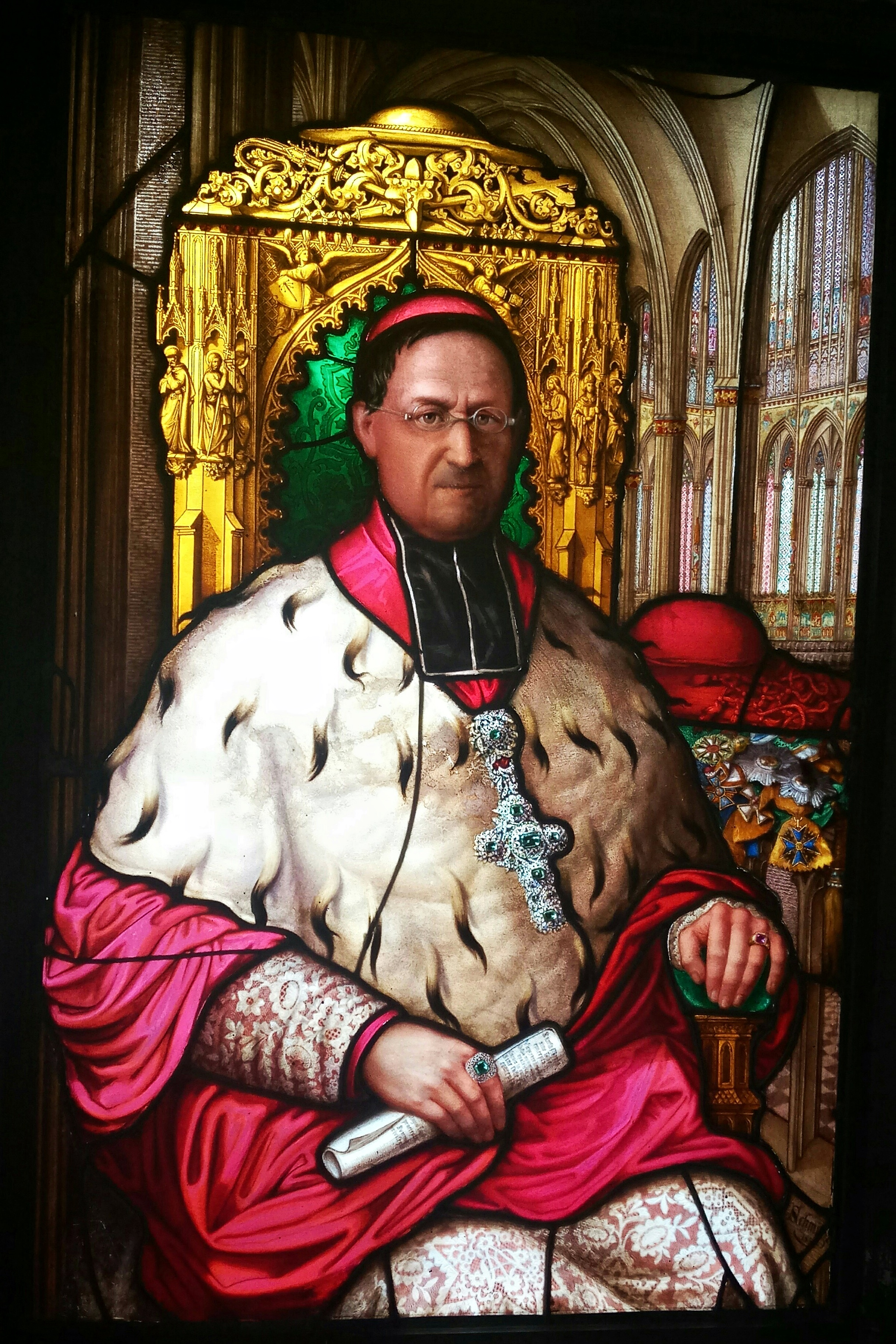
Johannes von Geissel als Kardinal. Fenster in der Neuen Johanneskirche Mußbach, gefertigt von Michael Hubert Schmitz, 1858. Im Hintergrund der Kölner Dom, innen

Johannes Geissel wurde als ältester Sohn des aus dem Nachbarort Mußbach stammenden katholischen Winzers Nikolaus Geissel und seiner von Geburt bzw. Taufe an evangelischen Ehefrau Maria Helena Theresia Motzenbäcker in Gimmeldingen (Pfalz) geboren, das seit 1969 ein Ortsteil von Neustadt an der Weinstraße ist. Der Vater arbeitete in Mußbach als Verwalter des Hofguts Weißes Haus.
Der eigentliche Geburtsort des Sohnes, das kleine Dorf Lobloch, war bereits 1751 im größeren Gimmeldingen aufgegangen. Die Loblocher Kirche St. Nikolaus ist heute wieder restauriert. Sie war hundert Jahre vor der Geburt Johannes Geissels im Anschluss an den Pfälzischen Erbfolgekrieg ihres Daches beraubt worden und infolgedessen zur Ruine geworden. Deswegen musste die Taufe in der katholischen Pfarrkirche von Mußbach stattfinden.

## Leben und Beruf

### Ausbildung und Berufsanfänge
Geissel, dessen Eltern in Mußbach wohnten, besuchte zunächst die Lateinschule in Neustadt, die später zum Kurfürst-Ruprecht-Gymnasium wurde, und dann die Lateinschule in Speyer. Ab 1815 studierte er am Priesterseminar in Mainz Katholische Theologie, am 22. August 1818 empfing er die Priesterweihe. Für kurze Zeit wirkte er als Kaplan in Hambach, ab 1819 unterrichtete er als Religionslehrer in Speyer am Gymnasiumsvorläufer Lyceum, Gymnasium und Lateinische Schule. Am 24. Juni 1822 wurde er Domkapitular in Speyer. Dort übernahm er am 25. Mai 1836 als Domdechant den Vorsitz des Domkapitels.

### Bischof von Speyer
1837 erhob Papst Gregor XVI. Geissel zum Bischof der Diözese Speyer, die Bischofsweihe vollzog am 13. August in Augsburg der Erzbischof von Bamberg, Joseph Maria von Fraunberg; Mitkonsekratoren waren Johann Peter von Richarz, Bischof von Augsburg, und Barnabas Huber OSB, Abt von St. Stephan in Augsburg. Die Inthronisierung erfolgte am 30. August im Speyerer Dom.

### Erzbischof von Köln und Kardinal
Am 24. September 1841 bestimmte der Papst Geissel zum Koadjutor des Erzbischofs Clemens August Droste zu Vischering für das Erzbistum Köln; denn der Erzbischof war 1837 wegen Differenzen („Kölner Wirren“) zwischen dem preußischen Staat und der Kirche in der Behandlung von interkonfessionellen Ehen verhaftet worden. Nach seiner Freilassung 1839 lebte er quasi im Exil im westfälischen Münster. Als er am 19. Oktober 1845 starb, wurde sein Koadjutor der neue Erzbischof von Köln. Am 11. Januar 1846 folgte die Inthronisierung im Kölner Dom. Papst Pius IX. erhob den Erzbischof am 30. September 1850 zum Kardinal.

### Kirchenpolitik
Geissel gehörte dem Mainzer Kreis an, einer als besonders papsttreu geltenden katholischen Gruppierung. Er betätigte sich intensiv auf dem Gebiete der Kirchenpolitik und pflegte auch das Verhältnis der Kirche zu den weltlichen Machthabern.
Führungsqualitäten unter den deutschen Oberhirten bewies er bei mehreren Gelegenheiten. So lud er 1848 alle Bischöfe im Gebiet des Deutschen Bundes zur Würzburger Bischofskonferenz ein. 1860 berief er nach mehr als 300 Jahren wieder ein Provinzialkonzil der Erzdiözese Köln ein.
Auf dem Gebiet des Kirchenbaus betätigte sich Geissel ebenfalls. Zusammen mit König Friedrich Wilhelm IV. von Preußen legte er am 4. September 1842 den Grundstein für den Weiterbau des Kölner Doms und beendete damit nach rund 300 Jahren die Bauruhe, die seit der ersten Hälfte des 16. Jahrhunderts bestanden hatte. 1863, ein Jahr vor seinem Tod, konnte er das Langhaus und das Querschiff des Doms einweihen.
Mit mehreren Erlassen schränkte der Kardinal, welcher der kirchenmusikalischen Restaurationsbewegung des Cäcilianismus nahestand, ab 1860 die Dommusik „auf das geringste Maß“ ein, zudem verbannte er Frauen aus den Kirchenchören. Ziel dieser Bestrebung war die Rückführung der Kirchenmusik auf ihre rein liturgischen Wurzeln, „Weltliches“ hatte zu verschwinden. 1863 wurde dem Domkapellmeister Carl Leibl endgültig gekündigt.

## Werke
Geissel trat als Autor kirchengeschichtlicher Bücher hervor und zählt zu den rührigsten Historikern des wiedergegründeten Bistums Speyer (nach 1817). Besonders hervorzuheben ist seine dreiteilige Geschichte des Speyerer Doms mit vielen Details aus dem 18. und frühen 19. Jahrhundert, wobei er großenteils auf die Informationen von ihm noch persönlich bekannten Zeitzeugen zurückgreifen konnte.
1832 verfasste Geissel eine Geschichte des alten Bistums Speyer. Seine Monographie von 1835 über die Schlacht bei Göllheim, die 1298 zwischen Adolf von Nassau sowie Albrecht von Österreich stattgefunden hatte, und das zur Erinnerung errichtete Königskreuz wurde bis in die jüngste Zeit mehrfach nachgedruckt.
Um 1835 dichtete Geissel das bis heute viel gesungene und im Gesangbuch Gotteslob (Nr. 411) enthaltene Loblied Erde, singe.

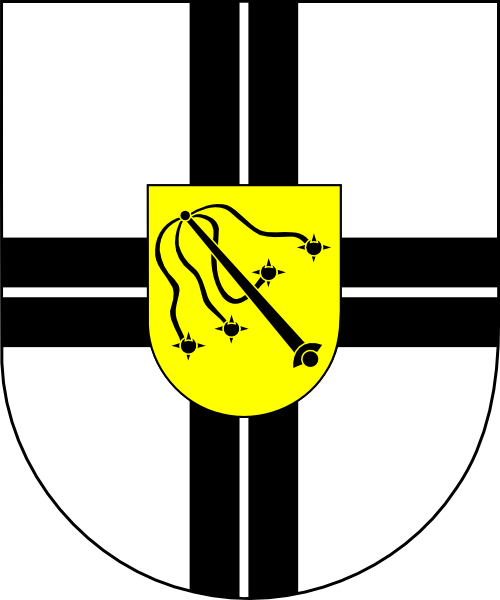
Wappen von Erzbischof Johannes von Geissel
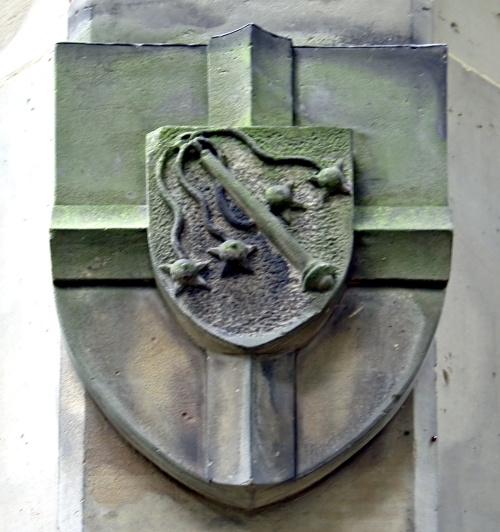
Geissels Wappen an der Mariensäule in Köln
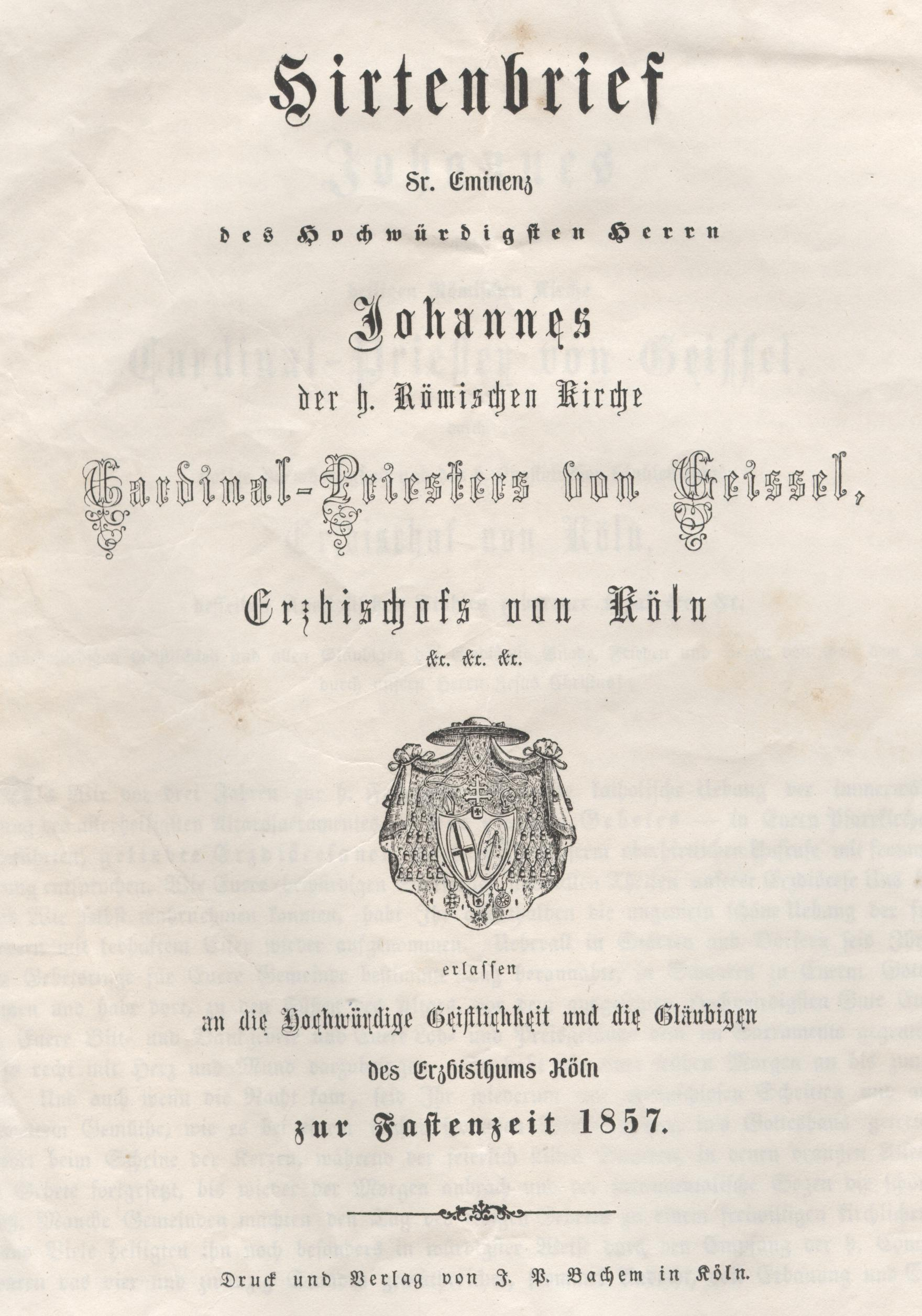
Fasten-Hirtenbrief Kardinal Geissels, 1857
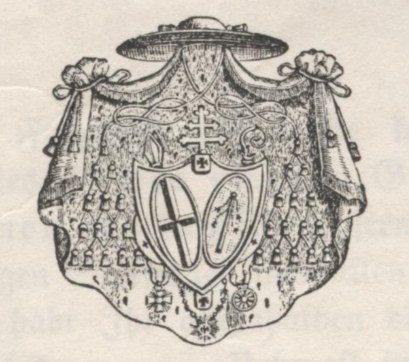
Wappen aus dem Hirtenbrief von 1857
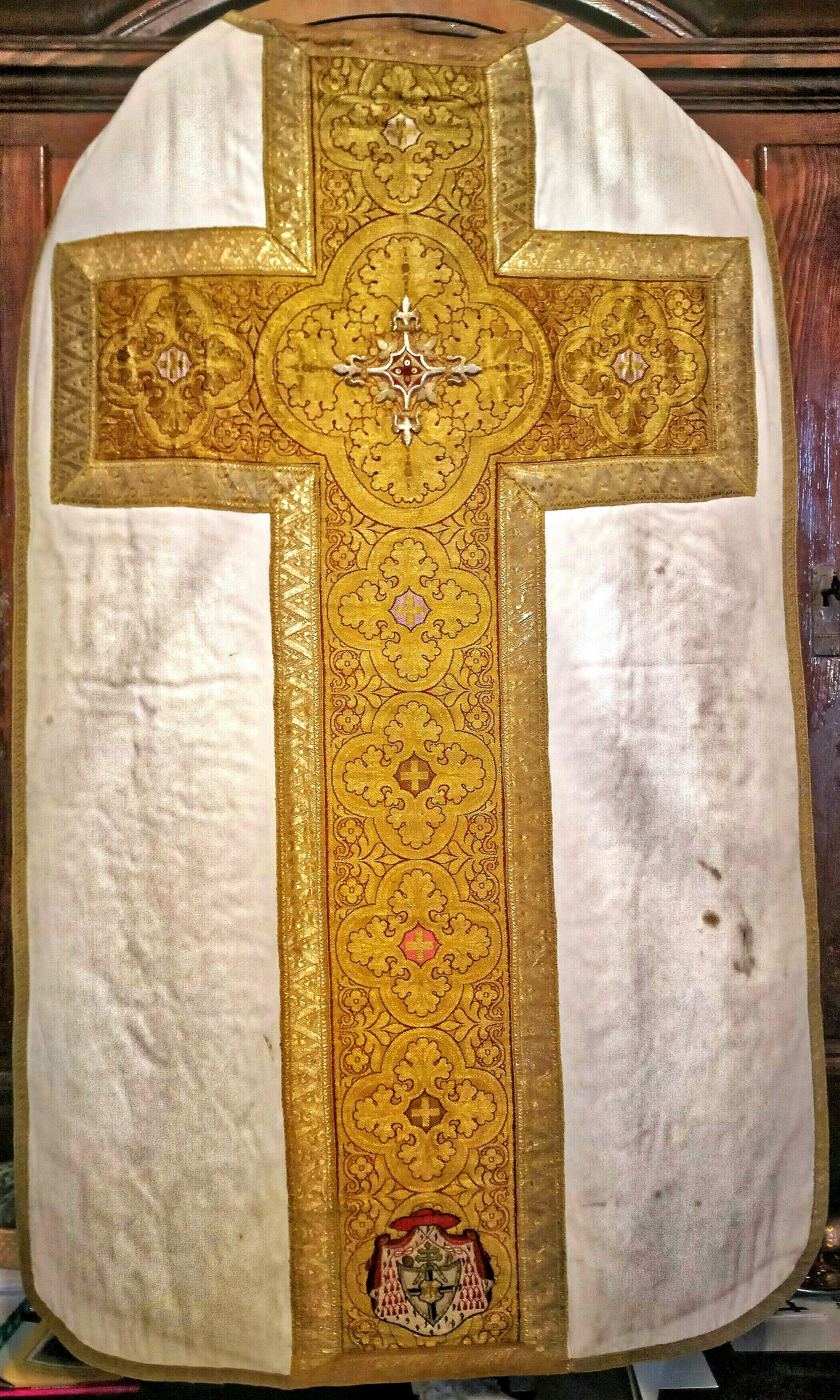
Weiße Messkasel aus dem Brautkleid der Mutter, mit Wappen, Kirche Mußbach

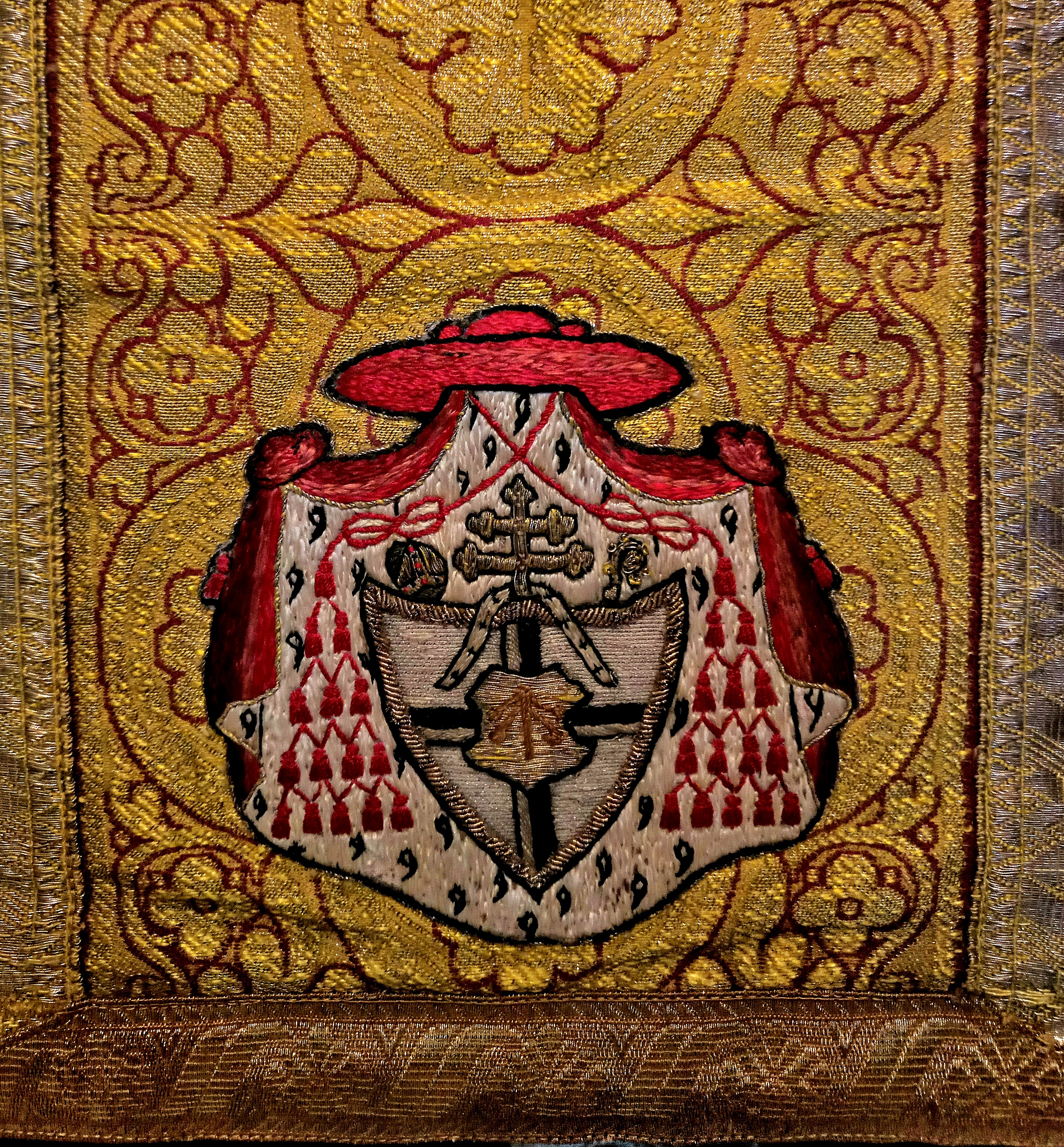
Weiße Messkasel Mußbach, Wappen, Nahaufnahme
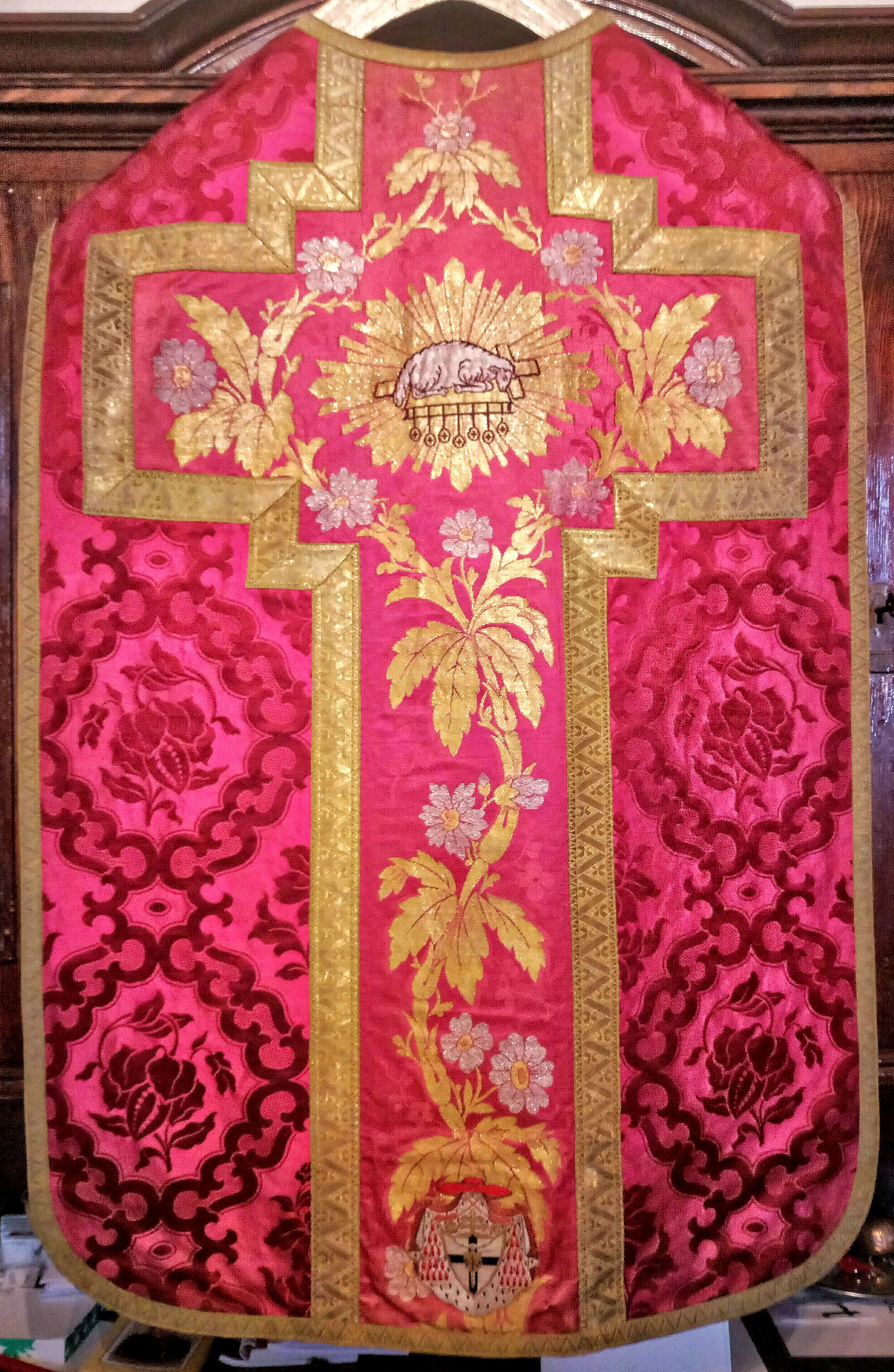
Rote Messkasel mit Wappen Kardinal Geissels, Kirche Mußbach
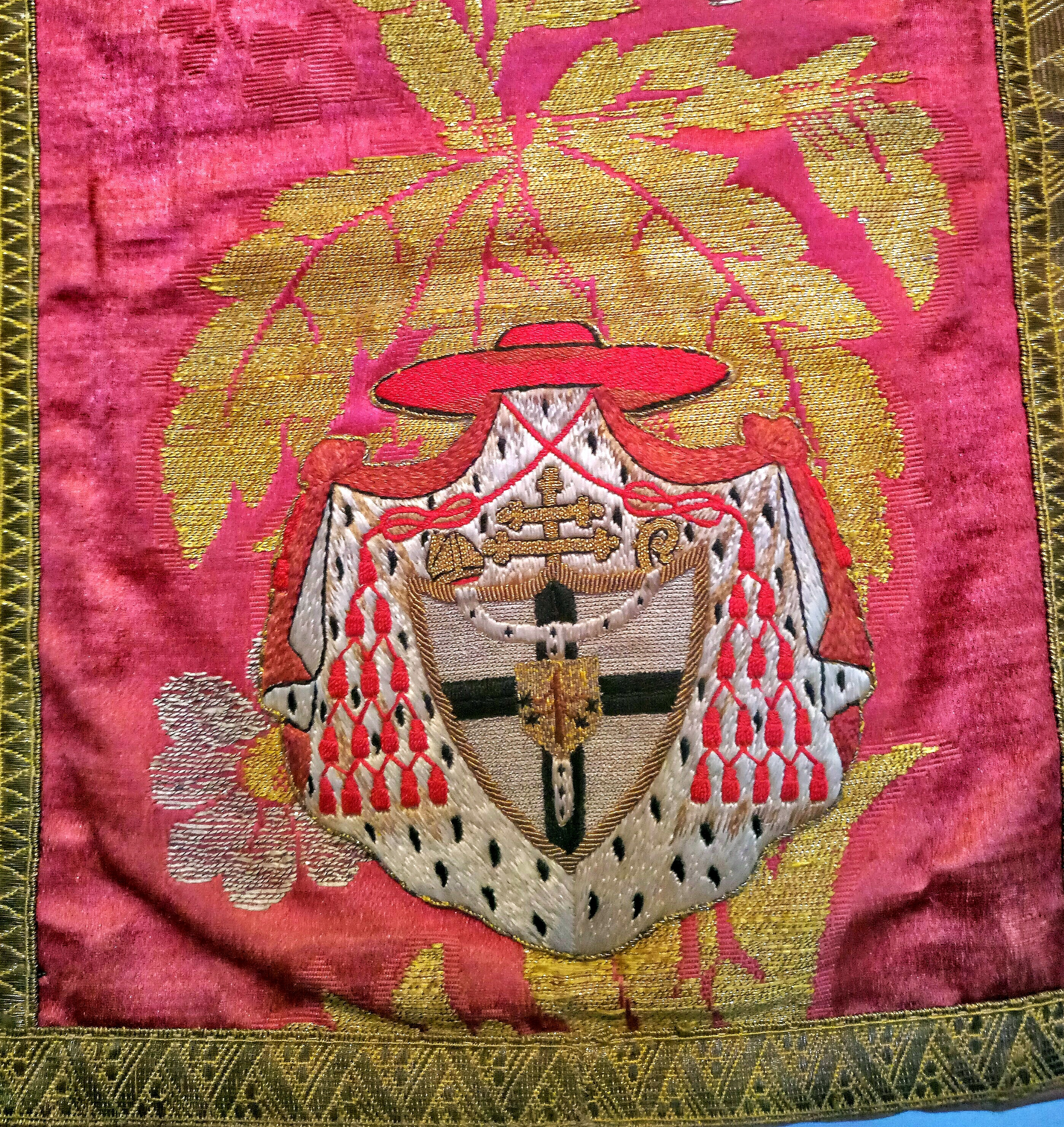
Rote Messkasel Mußbach, Wappen, Nahaufnahme
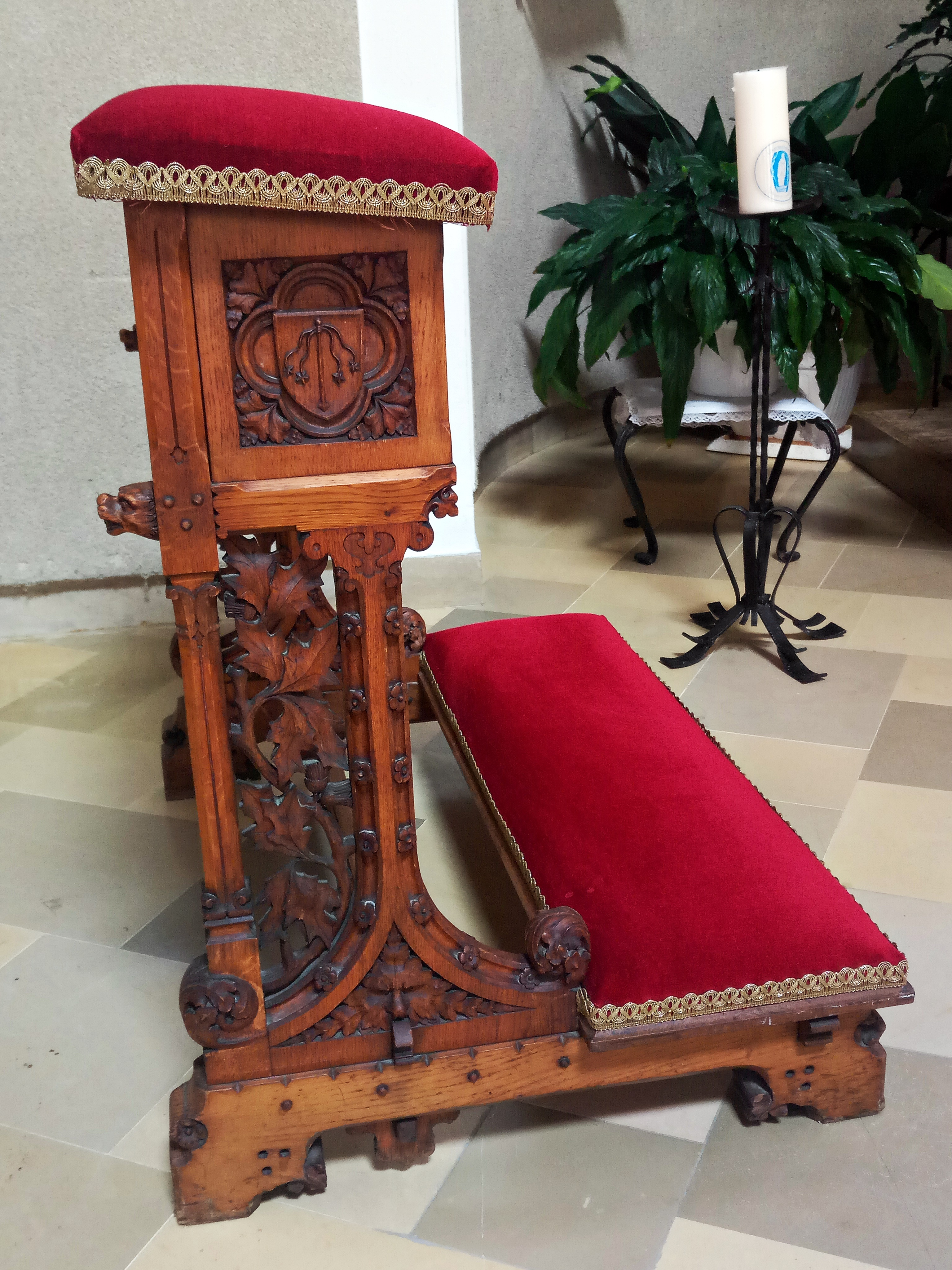
Kniebank mit Wappen des Kardinals, 1858, Johanneskirche Mußbach
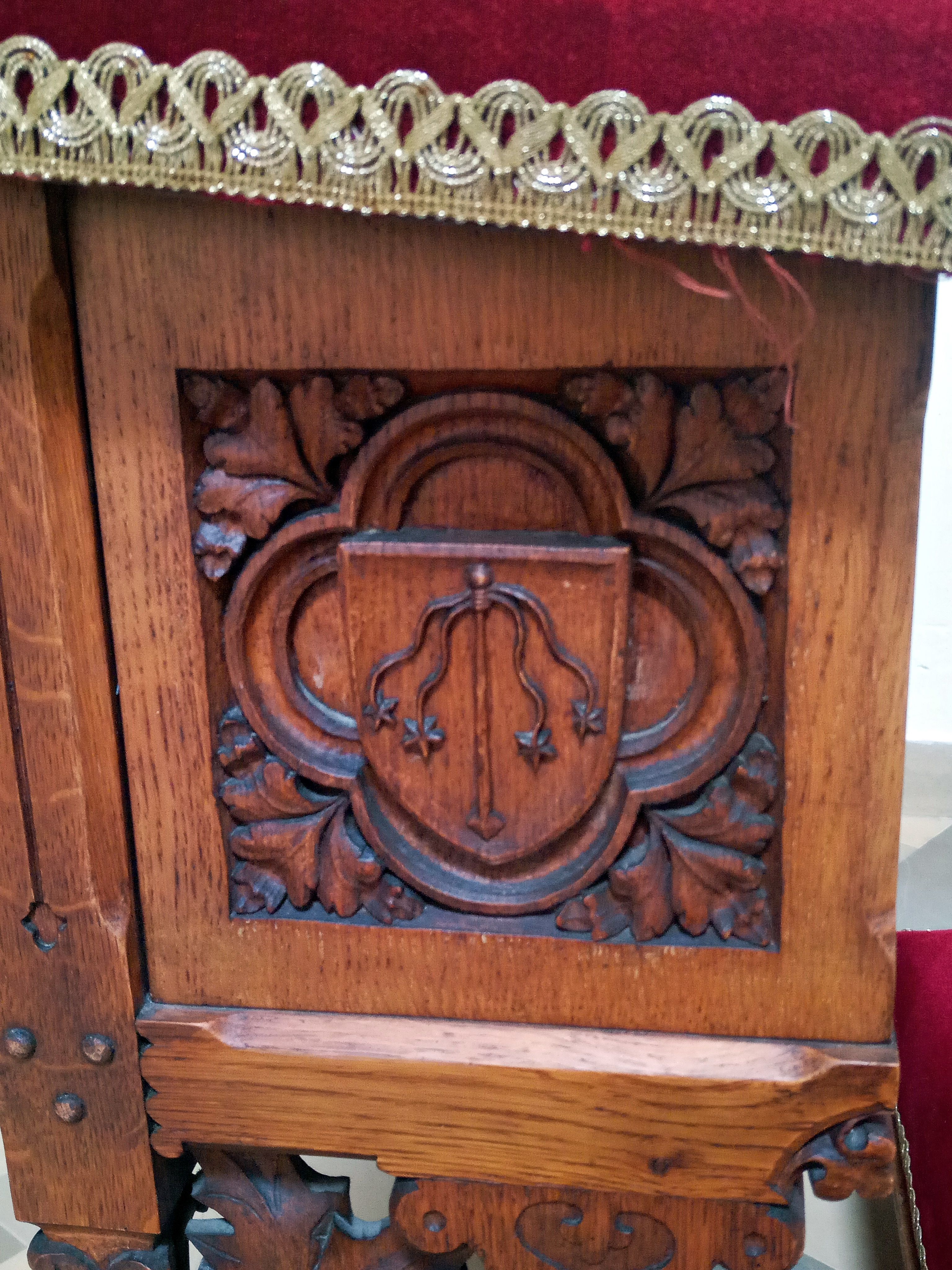
Kniebank, Nahaufnahme des Wappens

## Ehrungen
Geissel gilt als einer der bedeutendsten katholischen Bischöfe des 19. Jahrhunderts. König Ludwig I. von Bayern verlieh ihm am 1. Januar 1839 das Ritterkreuz des Verdienstordens der Bayerischen Krone, was mit der Erhebung in den persönlichen Adel verbunden war. König Friedrich Wilhelm IV. ehrte Geissel 1855 mit der höchsten Auszeichnung des Königreichs Preußen, dem Schwarzen Adlerorden. Seit 1857 war der Kardinal auswärtiges Mitglied der Bayerischen Akademie der Wissenschaften.
Als Geissel 1864 starb, wurde er in der bischöflichen Gruft des Kölner Doms beigesetzt. Sein Geburtsort Gimmeldingen hat ihn mit einer Straßenwidmung (von-Geissel-Straße) geehrt; sein Geburtshaus in der Kurpfalzstraße 182 ist mit einer Hinweistafel gekennzeichnet. Im Kölner Stadtteil Ehrenfeld ist die Geisselstraße nach ihm benannt.
Johannes von Geissel wurde durch Giuseppe Valerga, den Patriarchen von Jerusalem, in den Ritterorden vom Heiligen Grab zu Jerusalem investiert.

## Trivia
Als Geissel in Gimmeldingen in der vormaligen Kurpfalz aufwuchs, war dort Französisch Amtssprache, nachdem die linksrheinischen deutschen Gebiete ab 1797 während der Napoleonischen Kriege von französischen Truppen besetzt und zwischen 1801 und 1815 dem Staat Frankreich auch formell einverleibt waren. Geissel blieb daher immer durch die französische Sprache geprägt, die er vor allem in der Schule gesprochen hatte, sein Deutsch war von französischen Ausdrücken durchsetzt. Dies brachte die spottfreudigen Kölner dazu, die französischen Personalien „Jean Jacques Geissel, archevêque de Cologne, de Gimmeldingen“ (deutsch „Jean Jacques Geissel, Erzbischof von Köln, aus Gimmeldingen“) lautpoetisch „Schang Schack Scheissel, Arschweg de Cologne, de Schimmeldengschang“ auszusprechen.